# Johan och Stefan
Johan och Stefans äventyr (franska: Johan et Stephan) är en belgisk tecknad serie, skriven och tecknad av Bob de Moor. Titelfigurerna har fått sina originalnamn efter de Moors söner. Efter författarens död avstannade serien, som totalt omfattar nio seriealbum.
Två album gavs ut på svenska, genom Nordisk boks bokklubb Tintins äventyrsklubb i slutet av 1980-talet.
1. Den stora villervallan, 1988 ("La grande pagaille", 1987)
2. "Le trésor du brigand", 1987
3. "L'espion jaune, Boogaloo", 1987
4. Drottning Thias cigariller, 1989 ("Les cigarillos de la Reine Thia", 1988)
5. "Le caballero rouge", 1989
6. "Les boucs émissaires", 1989
7. "Le Dragon Noir", 1993
8. "Le secret de Volcanie", 1993
9. "Le renard qui louche", 1994